# Státní fond dopravní infrastruktury
Státní fond dopravní infrastruktury (často zkráceně SFDI) je právnickou osobou (služebním úřadem) podřízenou Ministerstvu dopravy České republiky a byl zřízen zákonem 1. července 2000. Tento mimorozpočtový fond používá svých příjmů ve prospěch výstavby, modernizace a údržby dopravních staveb (tj. silnice, dálnice, chodník, cyklostezka, železnice a vodní cesty).

## Příjmy fondu
Mezi příjmy fondu patří celý hrubý výnos ze silniční daně, 9,1 % z hrubého výnosu spotřební daně z minerálních olejů, výnosy z dálničních poplatků a také příspěvky ze státního rozpočtu, fondů EU a dříve také privatizačních příjmů.
| Rok | Spotřební daň z min. olejů | Silniční daň | Dálniční známky | Mýtné    | Dotace ze státního rozpočtu a fondů EU (OPD, EIB, KP) | Příjmy z privatizace | Ostatní  | Celkem      |
| --- | -------------------------- | ------------ | --------------- | -------- | ----------------------------------------------------- | -------------------- | -------- | ----------- |
| 2001 | 10,394                     | 5,266        | 1,725           | 0,000    | 0,000                                                 | 16,000               | 1,502    | 34,887      |
| 2002 | 10,886                     | 5,508        | 1,897           | 0,000    | 0,000                                                 | 23,800               | 5,796    | 47,887      |
| 2003 | 11,410                     | 5,741        | 2,059           | 0,000    | 0,000                                                 | 27,800               | 1,559    | 48,569      |
| 2004 | 13,052                     | 5,514        | 2,681           | 0,000    | 2,800                                                 | 18,000               | 0,392    | 42,439      |
| 2005^ | 6,934                      | 5,183        | 3,520           | 0,000    | 1,129                                                 | 34,800               | 0,787    | 52,353      |
| 2006 | 6,989                      | 5,429        | 3,291           | 0,000    | 8,072                                                 | 22,427               | 6,862    | 53,070      |
| 2007 | 7,337                      | 5,912        | 2,426           | 5,121    | 13,645                                                | 21,205               | 5,408    | 61,054      |
| 2008 | 7,486                      | 5,999        | 2,764           | 6,009    | 31,709                                                | 33,845               | 10,161   | 97,973      |
| 2009 | 7,230                      | 4,803        | 2,900           | 5,440    | 49,981                                                | 7,500                | 12,077   | 89,931      |
| 2010 | 7,388                      | 4,689        | 3,107           | 6,245    | 47,603                                                | 7,676                | 3,899    | 80,607      |
| 2011 | 7,361                      | 5,074        | 3,171           | 8,483    | 34,854                                                | 0,830                | 3,618    | 63,391      |
| 2012 | 7,152                      | 5,249        | 3,907           | 8,665    | 28,854                                                | 0,000                | 3,934    | 57,761      |
| 2013 | 6,988                      | 5,234        | 4,312           | 8,561    | 21,955                                                | 0,000                | 4,817    | 51,867      |
| 2014 | 7,262                      | 5,775        | 3,951           | 8,421    | 30,350                                                | 0,000                | 3,754    | 59,513      |
| 2015 | 7,547                      | 5,801        | 4,518           | 9,677    | 53,335                                                | 0,000                | 7,845    | 88,723      |
| 2016 | 7,881                      | 6,055        | 4,668           | 9,630    | 35,564                                                | 0,000                | 4,251    | 68,051      |
| 2017 | 8,087                      | 6,115        | 5,366           | 10,784   | 41,534                                                | 0,000                | 6,483    | 78,369      |
| 2018 | 8,140                      | 6,139        | 5,305           | 10,729   | 39,173                                                | 0,000                | 7,561    | 77,031      |
| celkem | ~ 149,524                  | ~ 99,486     | ~ 61,568        | ~ 97,765 | ~ 440,556                                             | ~ 213,883            | ~ 90,706 | ~ 1 153,476 |
| ^ od roku 2005 podíl spotřební daně SFDI snížen z 20 % na 9,1 % v souvislosti s přechodem silnic II. a III. třídy pod kraje |                            |              |                 |          |                                                       |                      |          |             |

## Výdaje fondu
Následující výdaje na akce vč. spolufinancovaní OPD či jiným fondem EU.
| Rok | Dálnice@ | Silnice R, I., II. a III. tř. @ | Železnice | Vodní cesty | Mýtné  | Ostatní# | Celkem  |
| --- | -------- | ------------------------------- | --------- | ----------- | ------ | -------- | ------- |
| 2001 | 4,533    | 12,110                          | 10,340    | 0,269       | 0,000  | 0,044    | 27,296  |
| 2002 | 7,777    | 14,669                          | 16,663    | 0,507       | 0,000  | 0,572    | 40,188  |
| 2003 | 8,095    | 16,895                          | 15,503    | 0,356       | 0,000  | 0,397    | 41,246  |
| 2004 | 13,946   | 21,231                          | 16,193    | 0,312       | 0,000  | 0,354    | 52,037  |
| 2005* | 16,782   | 12,369                          | 18,808    | 0,302       | 0,000  | 0,251    | 48,512  |
| 2006 | 15,047   | 20,963                          | 19,048    | 0,525       | 0,000  | 0,242    | 55,825  |
| 2007 | 20,716   | 23,431                          | 22,925    | 0,390       | 1,792  | 0,638    | 69,892  |
| 2008 | 17,699   | 32,790                          | 32,868    | 0,538       | 3,242  | 0,577    | 87,714  |
| 2009 | 13,469   | 39,907                          | 27,697    | 1,557       | 4,743  | 0,616    | 87,989  |
| 2010 | 15,503   | 36,190                          | 22,439    | 1,485       | 3,598  | 0,496    | 79,711  |
| 2011 | 11,248   | 26,354                          | 19,490    | 0,549       | 3,198  | 0,080    | 60,919  |
| 2012 | 11,217   | 17,851                          | 18,303    | 0,433       | 3,483  | 0,705    | 51,992  |
| 2013 | 10,766   | 15,595                          | 18,598    | 0,397       | 3,330  | 0,523    | 49,209  |
| 2014 | 6,899    | 16,151                          | 25,337    | 0,263       | 2,810  | 0,770    | 52,230  |
| 2015 | 10,063   | 25,841                          | 50,804    | 0,413       | 3,359  | 0,984    | 91,464  |
| 2016 | 17,277   | 19,517                          | 36,949    | 0,284       | 3,548  | 0,374    | 78,711  |
| celkem | 201,037  | 351,864                         | 371,965   | 8,580       | 33,103 | 7,623    | 974,935 |
| * od roku 2005 přešlo financování silnic II. a III. tříd na kraje # např. projekty bezpečnosti dopravy, cyklostezky, projekční příprava a režie fondu @ 2001-2005 rychl. sil. (R) součástí položky dálnic, od 2016 kategorie zrušena a zařazeny do dálnic |          |                                 |           |             |        |          |         |

| rok    | příspěvek SFDI   | počet akcí |
| ------ | ---------------- | ---------- |
| 2000   | 4 600 000 Kč     | 1          |
| 2001   | 11 322 000 Kč    | 7          |
| 2002   | 22 253 000 Kč    | 9          |
| 2003   | 48 560 000 Kč    | 24         |
| 2004   | 69 202 000 Kč    | 27         |
| 2005   | 87 286 000 Kč    | 30         |
| 2006   | 107 050 000 Kč   | 41         |
| 2007   | 114 363 000 Kč   | 36         |
| 2008   | 210 704 000 Kč   | 62         |
| 2009   | 265 727 000 Kč   | 73         |
| 2010   | 183 393 000 Kč   | 37         |
| 2011   | 94 931 000 Kč    | 33         |
| 2012   | 171 393 000 Kč   | 53         |
| 2013   | 90 174 000 Kč    | 37         |
| 2014   | 73 609 000 Kč    | 28         |
| 2015   | 141 695 000 Kč   | 39         |
| 2016   | 98 507 000 Kč    | 36         |
| celkem | 1 794 769 000 Kč | 573        |